# Мпела, Катлехо
Катле́хо Мпе́ла (тсвана Katlego Abel Mphela; род. 29 ноября 1984, Бритс) — южноафриканский футболист, нападающий. Выступал в сборной ЮАР.

## Биография

### Клубная
Играть в футбол на профессиональном уровне начал за «Джомо Космос» из Йоханнесбурга.
Летом 2003 года перешёл во французский клуб «Страсбур». Сначала выступал за «Страсбур-B». В конце сезона 2003/04 начал привлекаться в основную команду. В Лиге 1 дебютировал, выйдя на замену 3 апреля 2004 года в матче против «Бордо». В сезоне 2004/05 игрок проявил себя не с самой лучшей стороны. Он был отпущен клубом на родину по семейным обстоятельствам. В ЮАР он задержался без объяснения причин. Клуб хотел аннулировать его контракт, а главный тренер заявил, что карьера игрока в «Страсбуре» закончилась, едва начавшись. Тем не менее, Мпела выходил на поле в 12 играх, причём только одну игру провёл от начала до конца.
В июле 2005 года Мпела был отдан в аренду клубу «Реймс», который играл в Лиге 2 французского чемпионата. Играл за клуб в течение месяца. В конце августа 2005 года был арендован клубом «Суперспорт Юнайтед». В клубе сразу же стал игроком основного состава. В сезоне 2005/06 провёл 30 игр, забил 10 голов. Клуб занял 7-е место в чемпионате.
В августе 2006 года, на правах свободного агента, перешёл в «Суперспорт Юнайтед». Провёл в клубе 2 сезона. В составе клуба выигрывал премьер-лигу чемпионата ЮАР.
С июля 2008 года является игроком «Мамелоди Сандаунз». 14 декабря 2008 года в матче против «Платинум Старс» был травмирован и выбыл из строя на 2 месяца. В сезоне 2008/09 команда заняла 9-е итоговое место.
В четырнадцатом сезоне Премьер-лиги Катлехо играл с первых минут во всех тридцати матчах. Забив 17 голов, стал лучшим бомбардиром чемпионата. Команда финишировала второй, отстав от «Суперспорт Юнайтед» всего на одно очко.
В следующем сезоне футболист выступил не хуже, забив 13 голов в 22 матчах чемпионата. В итоге, клуб занял четвёртое место, а Катлехо стал 4-м в списке бомбардиров чемпионата.
В шестнадцатом чемпионате страны, после первого круга, «Мамелоди Сандаунз» занимает первое место, а Мпела стоит во главе таблицы голеадоров с 9 голами в 15 матчах. Причём, на счету футболиста четыре дубля.

### Сборная ЮАР
За сборную играет с 2005 года. Выступал в Кубке КОСАФА 2005 и 2007 годов. В 2005 году на стадии группового турнира сборная ЮАР обыграла 3:0 сборную Сейшельских островов. Мпела отличился дважды и был признан игроком матча. Затем со счетом 1:0 была обыграна сборная Маврикия. Вновь отличился Мпела. В полуфинале сборная ЮАР уступила по пенальти сборной Замбии. На турнире 2007 года Мпела выходил на замену только в одном матче — полуфинале против Ботсваны.
В составе сборной участвовал в финальных стадиях Кубка африканских наций 2006 и 2008 годов.
В 2009 году играл за сборную на Кубке конфедераций. В матче за третье место забил 2 гола в ворота сборной Испании. Игра закончилась победой европейцев со счётом 3:2.
Летом 2010 года на чемпионате мира в ЮАР выходил в стартовом составе во всех матчах сборной, в последнем групповом поединке с французами отметился забитым голом.

## Достижения
- Обладатель Кубка французской лиги (1): 2005
- Обладатель Кубка КОСАФА (1): 2007
- Чемпион ЮАР (1): 2007/08
- Серебряный призёр чемпионата ЮАР (1): 2009/10
- Четвёртое место на Кубке конфедераций (1): 2009